# Palesztina zászlaja
Az 1917-es arab felkelés során használt zászlón alapul; a zászló színvilága pánarab színekből áll. A zászló egészen hasonlít Jordánia zászlajára egy két különbségtől eltekintve.